# Thomas Schmidt
Thomas Schmidt (Bad Kreuznach, 1976. február 18. –) német szlalom kajakos, az 1990-es évek közepétől a 2000-es évek közepéig versenyzett. Kétszer vett részt az olimpiai játékokon, a 2000-es sydney játékokon egyesben olimpiai bajnok lett.
Schmidt az szlalom kajak-világbajnokságokon is ért el sikereket: 2002-ben arany-, 2003-ban bronzérmet nyert.
2001-ben ő volt az összesített egyéni világbajnok. Az Európa-bajnokságokon hármoszoros győztes egyesben.